# الی رایر
الی رایر (انگلیسی: Ellie Rayer؛ زادهٔ ۲۲ نوامبر ۱۹۹۶) بازیکن هاکی روی چمن زن اهل بریتانیا است.